# Гурбангелдиев, Мыратгелди Ширгелдиевич
Гурбангелдиев Мыратгелди Ширгелдиевич (туркм. Myratgeldi Gurbangeldiýew; род. 1 декабря 1992, Гёкдепе) — туркменский футболист, центральный полузащитник футбольного клуба «Ашхабад».

## Клубная карьера
Мыратгелди Гурбангелдиев родился 1 декабря 1992 года.
В 2016 году, по ходу сезона спортсмен присоединился к ФК «Алтын Асыр» из города Ашхабад, с которым стал Чемпионом Туркменистана и обладателем Кубка Туркменистана. В 2017 году Мыратгелди играл за «Балкан» (до 2010 года клуб назывался «Небитчи») из города Балканабад. В составе «Балкана» принял участие в предварительном раунде Кубка АФК с бишкекским «Дордоем». Большую часть встречи футболист провёл на скамейке, заменив в концовке Асыргелди Ильясова. Затем было возвращение в «Шагадам» и «Мерв». В своих бывших командах футболист провёл по одному сезону. С 2019 года Мыратгелди выступает в составе футбольного клуба Ашхабад из одноимённого города.

## Карьера в сборной
В 2007 году он был вызван в юношескую сборную Туркменистана (U-16) для выступления на Чемпионате Азии по футболу среди юношей до 16 лет (2008 AFC U-16 Championship), под эгидой Азиатской конфедерации футбола. В квалификационной стадии чемпионата полузащитник принял участие в двух встречах — со сборными Узбекистана и Палестины. Команда Туркменистана обеспечила себе выход в финальную стадию турнира, в октябре 2008, в Узбекистане. На футболиста обратили внимание в Высшей лиге Туркменистана. В 2008 году, футболист дебютировал в Высшей лиге Туркменистана в составе футбольного клуба «Туран» из города Дашогуз. Осенью 2008 Мыратгелди в составе сборной U-16 отправился в Узбекистан, для участия в финальной стадии Чемпионата Азии по футболу среди юношей до 16 лет (2008 AFC U-16 Championship). В групповых матчах финальной стадии Мыратгелди дважды вышел на поле в футболке сборной — против команд Австралии и Китая. Команда заняла последнее место в группе и закончила выступление на турнире.
В июне 2012 он в составе сборной U-22, отправился в Оман для выступления в квалификации Чемпионата Азии по футболу среди юношей до 22 лет (2013 AFC U-22 Championship). Мыратгелди отыграл по 90 минут в трёх матчах: со сборными ОАЭ, Омана и Ливана. В последнем матче на турнире Мыратгелди отметился результативной передачей. Сборная Туркменистана не вышла из группы.

## Достижения
- Чемпион Туркменистана (2016 год, ФК «Алтын Асыр»)[1]